# Radu Petrescu
Radu Marian Petrescu (* 12. November 1982 in Bukarest) ist ein rumänischer Fußballschiedsrichter.
Seit 2012 steht er auf der Liste der FIFA-Schiedsrichter und leitet internationale Fußballspiele.
In der Saison 2016/17 leitete Petrescu erstmals ein Spiel in der Europa League, bisher noch keine Spiele in der Champions League, aber in der Qualifikation zu beiden Wettbewerben. Zudem pfiff er bereits Partien in der Nations League, in der EM-Qualifikation für die Europameisterschaft 2021, in der europäischen WM-Qualifikation für die WM 2018 in Russland und die WM 2022 in Katar sowie Freundschaftsspiele.
Am 25. Mai 2019 leitete Petrescu das Finale der Cupa României 2018/19 zwischen Astra Giurgiu und dem FC Viitorul Constanța (1:2).